# Cañaveral (Panama)
Cañaveral è un comune (corregimiento) della Repubblica di Panama situato nel distretto di Penonomé, provincia di Coclé. Si estende su una superficie di 63,8 km² e conta una popolazione di 7.517 abitanti (censimento 2010).